# Pooh Jeter
Eugene Jeter III, detto Pooh (Los Angeles, 2 dicembre 1983), è un ex cestista statunitense naturalizzato ucraino, professionista in Europa, nella NBA e in Cina.

## Biografia
È fratello della velocista Carmelita Jeter.

## Carriera
Con l'Ucraina ha disputato i Campionati europei del 2013 e i Campionati mondiali del 2014.

## Palmarès
- Campionato francese: 1

Limoges CSP: 2014-15
- NBDL All Star (2007)